# Vesparax

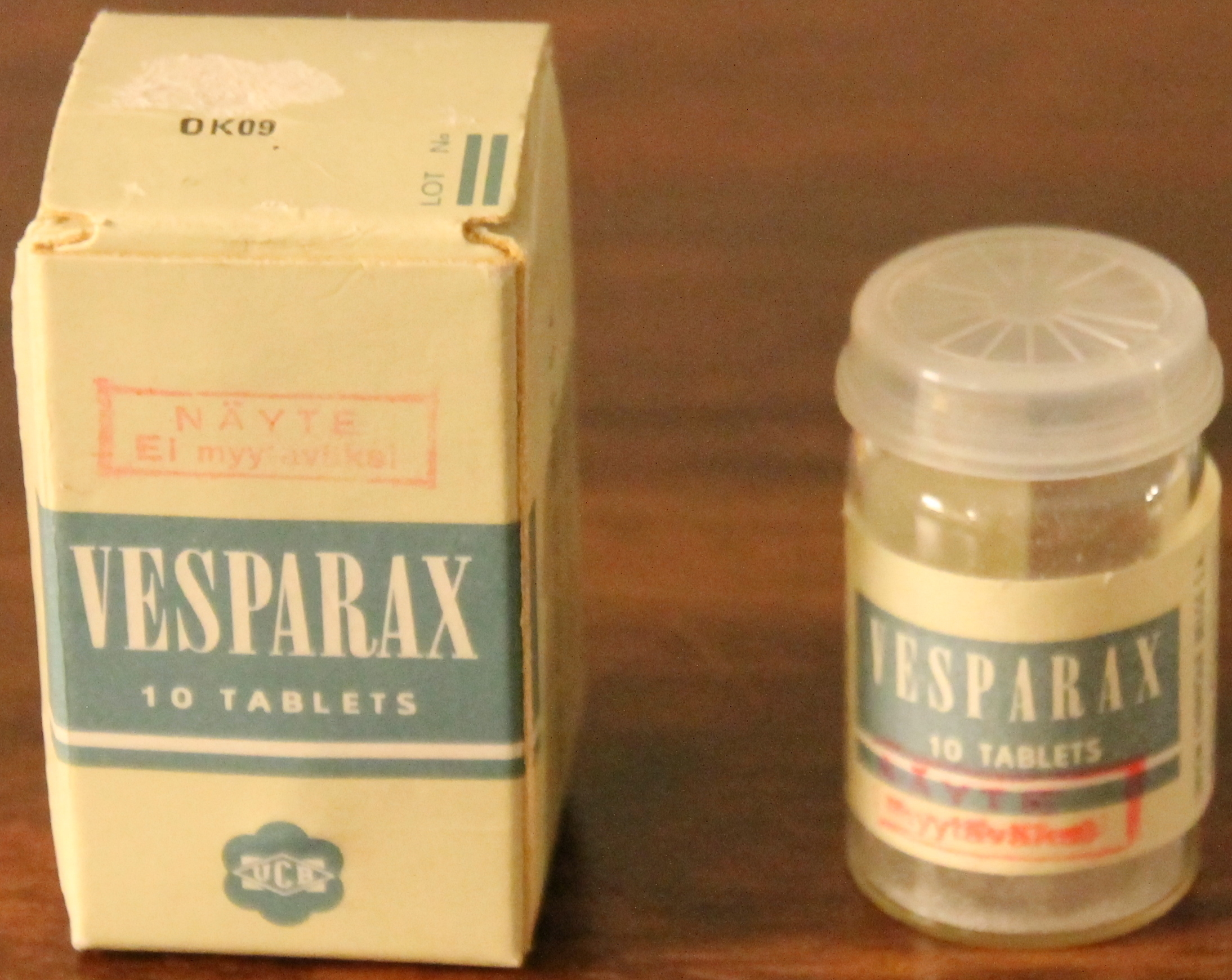

Vesparax is een sterk slaapmiddel dat twee langwerkende barbituraten (50 mg brallobarbital en 150 mg secobarbital) en een anti-histaminicum (50 mg hydroxyzine) bevat. Het is in Nederland in de handel geweest van 1959 tot 2001. In 2000 werden er nog circa 78000 tabletten afgeleverd. Van de grondstoffen zou het brallobarbital als enige lastig verkrijgbaar zijn.

## Intoxicatie
Vesparax was populair bij mensen die hun leven probeerden te beëindigen.
Zo maakten Annie M.G. Schmidt en Adriaan Venema een einde aan hun leven door het verzamelen van Vesparax.
De samenstellende delen hinderen elkaars metabolisme, waardoor het effect onvoorspelbaar is.
Bij een intoxicatie moet men vaak gebruikmaken van kunstmatige beademing. Toedienen van geactiveerd kool versnelt de eliminatie, evenals geforceerde diurese (veel vocht gecombineerd met diuretica), waarbij de urine alkalisch moet zijn (pH 7,5 à 8). Eventueel kan hemodialyse over geactiveerd kool verricht worden.